# Fredrik Neij
Hans Fredrik Lennart Neij, cunoscut și ca TiAMO, născut în 27 aprilie 1978 în Norrahammar, judetul (län) Jönköping, este una dintre persoanele din spatele sitului Bittorent The Pirate Bay, care a fost fondat in 2003 împreună cu Gottfrid Svartholm. A fost de asemenea coproprietarul companiei PRQ, care a găzduit, printre altele, siteul The Pirate Bay.
Pagina personala de facebook:
https://www.facebook.com/fredrik.neij